# 希代格库特
希代格库特，是匈牙利维斯普雷姆州所辖的一个村，总面积13.58平方公里，总人口458，人口密度33.7人/平方公里（2010年1月1日）。